# Duimpje (koekje)
Een duimpje is kleine, gebakken lekkernij die bij de koffie, thee of een drankje wordt gegeten als koekje in de vorm van een platte duim. 
Het koekje kent lokale varianten, zoals het koekje waarin ook hazelnoten verwerkt zijn, zoals het Friese duimpje (ook dumke, tumke, toemke, of dímke genoemd). Ook op de Waddeneilanden kent men het koekje. Op Ameland gebruikt men in plaats van hazelnoten vaak amandelen. In Drenthe en Groningen kent men de 'duumpies' of 'doempies', die weer geen anijs bevatten, maar met hele suikerkorrels zijn gebakken. 
Door de anijs die in het koekje is verwerkt krijgt het koekje zijn specifieke lichtzoete smaak.